# Sizigia

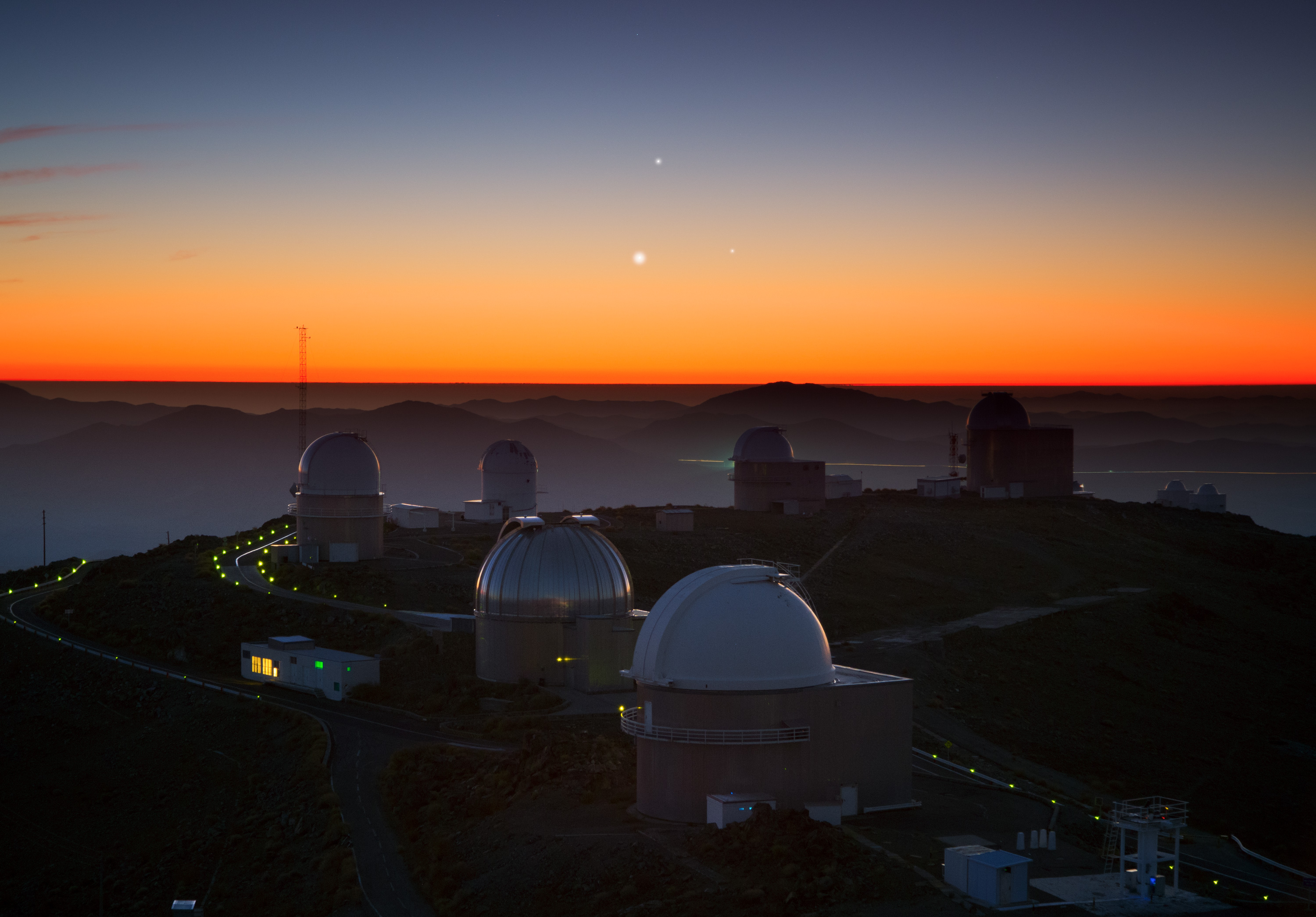
Júpiter (arriba), Venus (abajo a la izquierda) y Mercurio (abajo a la derecha) sobre el Observatorio de La Silla, Chile (26 de mayo de 2013)

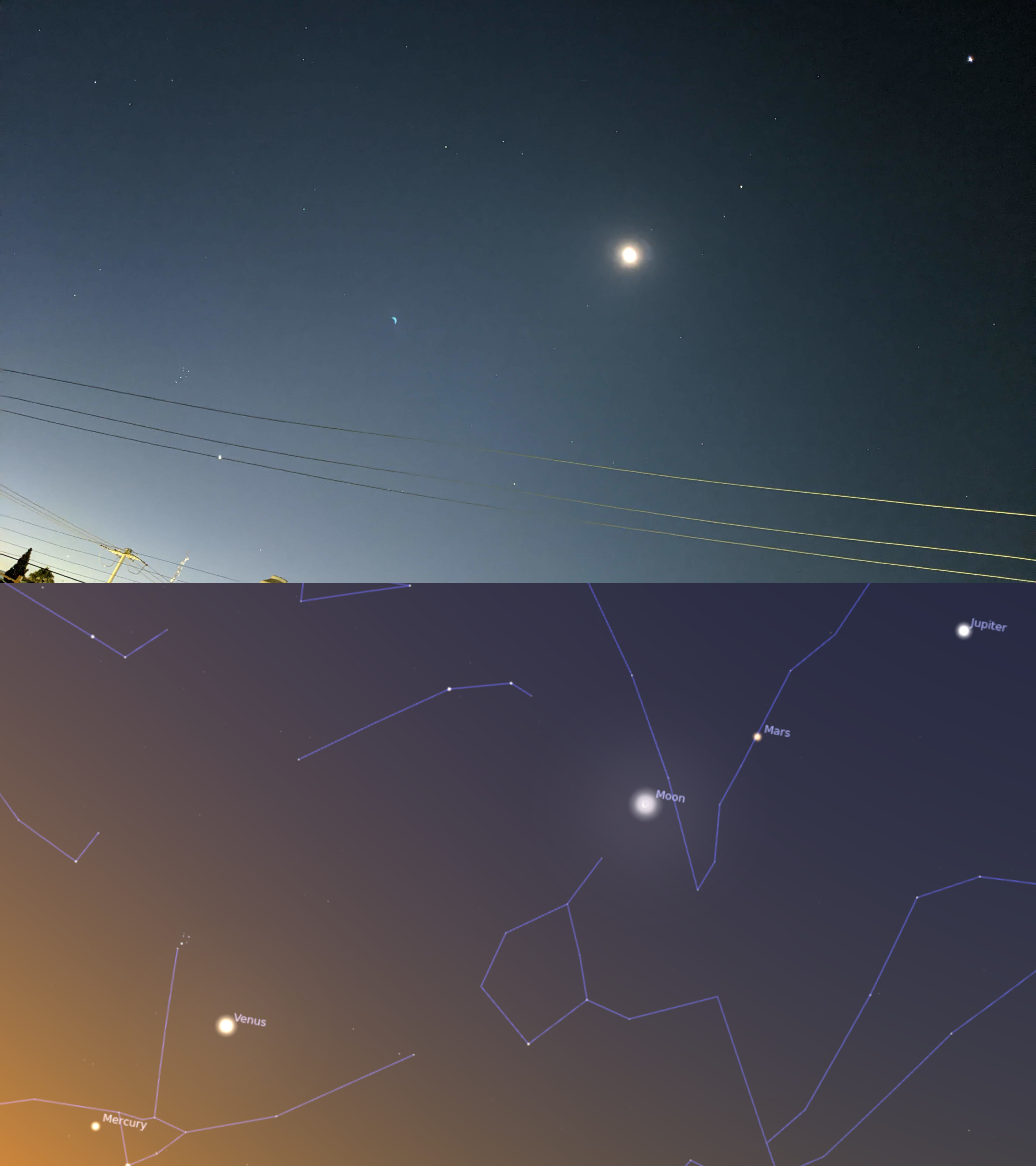
Alineación de Mercurio (abajo a la izquierda), Venus, La Luna, Júpiter y Saturno (arriba a la derecha) ocurrida el 23 de junio de 2022. Tomada con un celular Google Pixel 3 XL en un trípode desde Coahuila de Zaragoza. Nota: hay un reflejo de La Luna que provocó la lente.

En astronomía, una sizigia (del griego συζυγία, «reunión», y después del bajo latín, syzygia) es un término generalmente utilizado para referirse a la alineación del Sol  y la Luna con respecto a la Tierra, y por extensión, también se usa para hacer referencia a una situación en la que tres objetos celestes o más están alineados.

## Visión general

Mercurio transitando por delante del Sol, imagen captada por el rover Curiosity desde Marte (3 de junio de 2014).

La palabra sizigia se usa a menudo en referencia al Sol y a la Tierra; y a la Luna o también a los planetas, cuando alguno de estos últimos están en conjunción o en oposición con respecto a los dos primeros. Los eclipses solares y lunares se producen cuando se da una sizigia, al igual que los tránsitos y las ocultaciones. El término se aplica a menudo cuando el Sol y la Luna están en conjunción (luna nueva) u oposición (plenilunio).
Así mismo, se utiliza a menudo para describir configuraciones interesantes de objetos astronómicos en general. Por ejemplo, uno de esos casos ocurrió el 21 de marzo de 1894, alrededor de las 23:00 hora media de Greenwich, cuando Mercurio transitó por el Sol si se hubiera observado desde Venus, y Mercurio y Venus transitaron simultáneamente por el Sol vistos desde Saturno. También se utiliza para describir situaciones en las que todos los planetas están en el mismo lado del Sol aunque "no necesariamente en línea recta", como el 10 de marzo de 1982.
El 3 de junio de 2014, el rover Curiosity en Marte observó el tránsito de Mercurio, lo que marca la primera vez que se observa un tránsito desde un cuerpo celeste distinto de la Tierra.

## Ocultaciones, tránsitos y eclipses
La sizigia a veces se manifiesta en forma de ocultación, tránsito o eclipse.
- Una ocultación ocurre cuando un cuerpo aparentemente más grande pasa frente a uno aparentemente más pequeño.
- Un tránsito ocurre cuando un cuerpo más pequeño pasa frente a uno más grande.
  - En el caso combinado en el que el cuerpo más pequeño transita regularmente por el más grande, una ocultación también se denomina eclipse secundario.
- Un eclipse ocurre cuando un cuerpo desaparece total o parcialmente de la vista, ya sea por una ocultación, como en el caso de un eclipse solar, o al pasar a la sombra de otro cuerpo, como con un eclipse lunar (por lo tanto, ambos se enumeran en la página de eclipses de la NASA).

Los tránsitos y ocultaciones del Sol por la Luna se denominan eclipses solares, independientemente de si el Sol está total o parcialmente cubierto. Por extensión, los tránsitos por delante del Sol de un satélite de otro planeta también pueden llamarse eclipses, como ocurre con los tránsitos de las lunas de Marte Fobos y Deimos que se muestran en NASA's JPL photojournal, al igual que el paso de la sombra de un satélite sobre un planeta, como con este eclipse de Fobos. El término eclipse también se usa de manera más general para los cuerpos que pasan uno frente al otro. Por ejemplo, en esta imagen astronómica del día de la NASA, se muestra a la Luna eclipsando y ocultando a Saturno.

## Anillo de Einstein
Como los rayos electromagnéticos están algo curvados por la gravitación, cuando pasan junto a una masa muy pesada, se curvan. Por lo tanto, la masa pesada actúa como una forma de lente gravitacional. Si la fuente de luz, la masa gravitante y el observador están en una línea, se observa lo que se denomina un anillo de Einstein.

## Variación de las mareas
La sizigia provoca los fenómenos bimensuales de las mareas vivas y muertas (alta y baja). En la luna nueva y en la luna llena, el Sol y la Luna se encuentran en sizigia. Sus fuerzas de marea actúan para reforzarse mutuamente, y el océano sube más alto y baja menos de lo habitual. Por el contrario, en el primer y tercer cuarto de las fases lunares, el Sol y la Luna están en ángulo recto con respecto a la Tierra, sus fuerzas de marea se contrarrestan entre sí y el rango de las mareas es menor que el promedio. La variación de las fuerzas gravitatorias de marea también se puede medir en la corteza terrestre y pueden generar la activación mareal de terremotos.